# Majruba
Majruba (arab. ميروبا) – wieś położona w dystrykcie Kada Kasarwan, w Muhafazie Dżabal Lubnan, w Libanie.
Wioska znajduje się na wysokości 1300 m n.p.m. Populację stanowi prawie całkowicie ludność maronicka. Na terenie wsi znajdują się relikty z epoki kamienia. Archeologia klasyfikuje je jako zabytki tzw. kultury Majruba.